# LSV Olmütz
Der Luftwaffen-Sportverein Olmütz (kurz LSV Olmütz) war ein deutscher Militärsportverein in der Stadt Olomouc im Protektorat Böhmen und Mähren, heute in Tschechien.

## Geschichte
Der LSV Olmütz wurde 1940 gegründet.
Der größte Erfolg gelang dem Luftwaffensportverein in der Saison 1941/42, als zunächst die Oststaffel der dreigleisigen Gauliga Sudetenland gewonnen werden konnte. In der Endrunde Sudetenland gegen die zwei anderen Staffelsieger konnte sich der LSV durchsetzen und qualifizierte sich somit für die Endrunde um die deutsche Meisterschaft. Dort traf man in der Qualifikationsrunde vor über 10.000 Zuschauer im heimischen Ander-Stadion auf den Meister der Gauliga Donau-Alpenland First Vienna FC 1894, musste sich allerdings mit 0:1 geschlagen geben.
In der folgenden Saison wurde Olmütz dann noch einmal Zweiter in der Ost-Staffel, trat danach aber nicht mehr in Erscheinung.
Aufgrund des näher rückenden Kriegsgeschehens wurde der LSV Olmütz im September 1944 aufgelöst.

## Platzierungen
| Saison                                                                  | Liga                    | Platz | Spiele | g  | u  | v  | Tore  | Punkte |
| ----------------------------------------------------------------------- | ----------------------- | ----- | ------ | -- | -- | -- | ----- | ------ |
| 1941/42                                                                 | Gauliga Sudetenland-Ost | 01.   | 10     | 08 | 01 | 01 | 61:12 | 17 – 3 |
|                                                                         | Endrunde Sudetenland    | 01.   | 04     | 02 | 02 | 0  | 14:8  | 6 – 2  |
| 1942/43                                                                 | Gauliga Sudetenland-Ost | 02.   | 06     | 04 | 01 | 01 | 24:14 | 9 – 3  |
| blau unterlegt: Teilnahme an der Endrunde um die deutsche Meisterschaft |                         |       |        |    |    |    |       |        |

## Erfolge
- Meister der Gauliga Sudetenland: 1942

## Kader der Endrunde 1942
Heger; Köhler, Boxleitner; Ammermann, Rothaler, Kutschera; Wiegand, Schiller, Fritz Meusel, Maier, Kobberger

## Quelle
- Hardy Grüne, Christian Karn: Das große Buch der deutschen Fußballvereine. AGON Sportverlag, Kassel 2009, ISBN 978-3-89784-362-2.